# Isoetes echinosporum
Isoetes echinosporum Durieu (1861) (=Isoetes echinospora Durieu (1861)) es una especie de licopodio perteneciente a la familia de las isoetáceas que crece en el fondo de lagos de alta montaña del norte y centro de Europa, montes Pirineos y Sistema Central ibérico entre 2000 y 2420 metros sobre el nivel del mar.
Isoetes echinosporum es una planta de hábito acuático lacustre que coloniza el fondo de masas de agua frías hasta los tres metros de profundidad siempre que haya una baja concentración de nutrientes. Morfológicamente consta de una roseta de hojas aciculares delicadas sin estomas, con sección circular y con el margen membranoso pardo de hasta 1,5 centímetros que sobresale del esporangio, un tallo bilobulado muy corto sin filopodios y cortos rizomas. Estas hojas son particularmente quebradizas con dimensiones variables de entre 1 y 2 milímetros de diámetro y entre 5 y 12 centímetros de longitud. 
Su reproducción sexual tiene lugar a partir de esporas producidas en esporangios. Estos esporangios conservan en su tercio superior parte del velo y originan esporas esferoidales femeninas ornamentadas con espículas, megasporas, de entre 360 y 480 micrómetros y esporas masculinas elipsoidales, microsporas, de entre 24 y 26 micrómetros.